# 纳米比亚经济自由斗士
纳米比亚经济自由斗士（英語：Namibian Economic Freedom Fighters，缩写为NEFF）是纳米比亚的一个政党。该党成立于2014年6月，分裂自纳米比亚人组党。该党与南非的经济自由斗士关系密切，在经济主张上，这两个政党相似。该党自称支持自由、反资本主义和反帝国主义，反对外国对纳米比亚自然资源的剥削，主张土地和自然资源应归原住民所有。